# Fátima Sousa
Maria Fátima de Sousa (São José da Lagoa Tapada, 29 de novembro de 1960) é enfermeira sanitarista, professora da Universidade de Brasília - UnB, implantou o Programa de Agentes Comunitários de Saúde no Brasil, militante da saúde pública,  militante do povo, ativista social e defensora do Sistema Único de Saúde (SUS).

## Biografia
Maria Fátima de Sousa, conhecida como profª Fátima Sousa, nasceu pelas mãos de uma parteira, em 29 de novembro de 1960, na cidade de São José da Lagoa Tapada, interior do estado da Paraíba. De acordo com o  Instituto Brasileiro de Geografia e Estatística - IBGE, a população da cidade era estimada em apenas 7.678 habitantes em 2016.
Logo após, seguiu para a cidade vizinha, Sousa, onde estudou no Colégio Nossa Senhora Auxiliadora (CNSA). Lá, ainda secundarista, junto a outras alunas, idealizou e criou, em 1981, a Escola Experimental do CNSA, sob a orientação da Irmã Iraídes, que era a coordenadora pedagógica da instituição.

## Carreira acadêmica
- 1972 iniciou seu processo de alfabetização no Colégio Nossa Senhora Auxiliadora, CNSA, Sousa, PB, Brasil.
- 1983 ingressou na Graduação em Licenciatura em Enfermagem, na Universidade Federal da Paraíba, UFPB, Brasil.
- 1986 concluiu o curso de Enfermagem - Saúde Pública, na Universidade Federal da Paraíba, UFPB, Brasil.

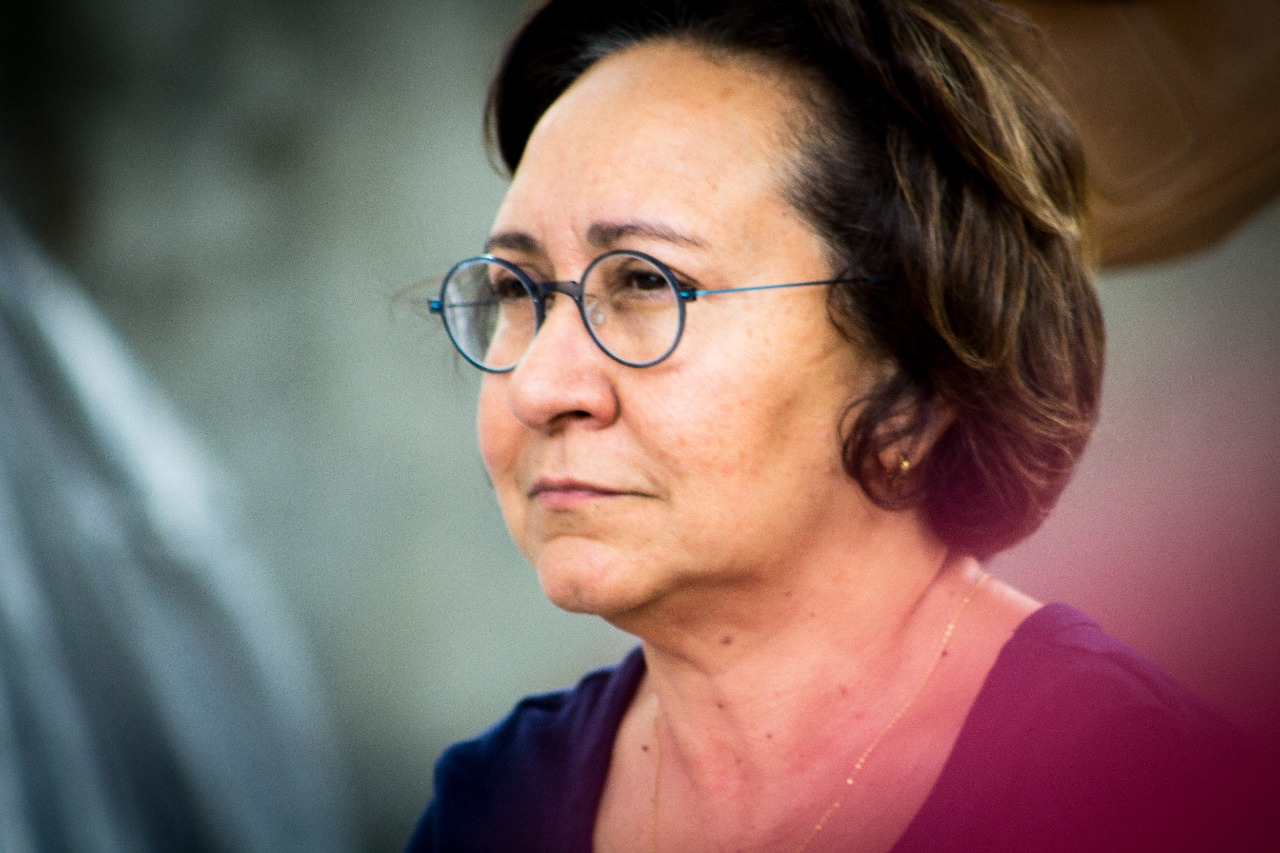
Fátima Sousa

- Fátima Sousa 1990 concluiu a Especialização em Residência em Medicina Preventiva e Social. Universidade Federal da Paraíba, UFPB, Brasil.
- 1994 concluiu o Mestrado em Ciências Sociais, na Universidade Federal da Paraíba, UFPB, Brasil.
- 2007 concluiu o Doutorado em Ciências da Saúde, na Universidade de Brasília, UnB, Brasil.
- 2015 concluiu o Pós-Doutorado, na Université du Québec à Montréal, UQAM, Canadá.
- 2023  concluiu doutorado na Universidade Nova de Lisboa, em Portugal, junto à Unidade de Ensino e Investigação em Saúde Pública Global do Instituto de Higiene e Medicina Tropical.

## Projetos

### FS Promotora de Saúde
No período em que ocupou o cargo de diretora da Faculdade de Ciências da Saúde da Universidade de Brasília (2014 a 2018), desenvolveu o projeto para tornar a faculdade Promotora de Saúde - FSPS. Investiu em ações que promovem a saúde de estudantes, professores, técnicos administrativos e colaboradores da faculdade.
As mais evidentes são: criação do ComunicaFS, que é um canal de comunicação para que estudantes, professores, técnicos e demais colaboradores da Faculdade de Ciências da Saúde da Universidade de Brasília (FS/UnB) possam divulgar ações, pesquisas, eventos, premiações e outros comunicados importantes a toda a comunidade. Implantação do projeto Plante um livro no Jardim da FS – a leitura alimenta a alma, revitalização dos Centros Acadêmicos, produção da copa/cozinha coletiva Cora, terrenos vazios transformados em Quintal da Saúde, Campanha Consumo Consciente e Responsável de água, luz, destinação adequada do lixo e não aos descartáveis intensificada, além dos três Seminários Internacionais FS Promotora de Saúde realizados. Além de intervenções artísticas que contaram com os quadros de Tiago Botelho, grafites de Michelle Cunha, fotos de Radílson Carvalho, além do cyber trabalho de Rafael Valentim e Walkíria Dias, são: mesas dialógicas implantadas, corredores dos espaços de ensino - aprendizagem preparados com temas à humanização, Breezes transformados em telas vivas sobre a Saúde que Não se Vê na Mídia e Paredes de auditório e corredores preparados para as exposições temáticas - Saúde e Arte (En)Cena.

### Projeto Ambientes Verdes e Saudáveis
No período em que ocupou o cargo de assessora técnica da Secretaria do Verde e Meio Ambiente da cidade de São Paulo (2005 a 2007), desenvolveu o Projeto Ambientes Verdes e Saudáveis: construindo políticas públicas integradas na cidade de São Paulo (PAVS). Surge da necessidade de se implementar políticas voltadas para a inclusão de questões ambientais no conjunto das ações de Promoção de Saúde e melhoria da qualidade de vida da população, utilizando como estratégias as ações desenvolvidas pela Estratégia de Saúde da Família (ESF). A execução do Projeto se deu pelas secretarias do Verde e Meio Ambiente, de Saúde, de Assistência e Desenvolvimento Social e de Educação, em colaboração com as 31 subprefeituras da Cidade de São Paulo e as cinco coordenadorias regionais de saúde.
O PAVS completou uma década na cidade de São Paulo, onde, em 2016, as Coordenadorias Regionais de Saúde se reuniram e apresentaram as experiências exitosas realizadas em cada região, assim como o balanço da ação até 2015. As equipes de Agentes de Promoção Ambiental (APAS) já atuavam em 274 unidades básicas de Saúde (UBS) com estratégia saúde da família (ESF).

### Criação do Programa de Agentes Comunitários de Saúde - PACS
No período em que ocupou o cargo de Gerente Nacional do Programa de Agentes Comunitários de Saúde do Ministério da Saúde (1994 a 2002), desenvolveu o Programa de Agentes Comunitários de Saúde (PACS), bem como foi assessora no Programa Saúde da Família (PSF). O Programa de Agentes Comunitários de Saúde (PACS), foi instituído em 1997, quando se iniciou a descentralização de recursos e ações do SUS e posteriormente foi incorporado à Estratégia Saúde da Família (ESF). As ações do PACS buscam reorganizar a Atenção Primária em Saúde (APS) e são desenvolvidas principalmente pelos Agentes Comunitários de Saúde (ACS), de acordo com os princípios da integralidade, universalidade e equidade do SUS. O ACS deve ser da comunidade e atuar na mesma, promovendo saúde e prevenindo doenças de indivíduos, mas também de  famílias ou da comunidade como um todo.

## Prêmios e Homenagens

#### Título de Cidadã Honorária de Brasília
Recebeu o Título de Cidadã Honorária de Brasília pela Câmara Legislativa do Distrito Federal, por requerimento da Deputada Dayse Amarilio e outros, em 23 de maio de 2024.

#### Homenagem da Confederação Nacional dos Agentes Comunitários de Saúde e Agentes de Combate às Endemias (CONACS)
Em 23 de maio de 2024, recebeu Homenagem da Confederação Nacional dos Agentes Comunitários de Saúde e Agentes de Combate às Endemias (CONACS), em reconhecimento aos relevantes trabalhos em âmbito nacional em defesa dos ACS e ACE e do Sistema Único de Saúde no Brasil.

#### Título de Cidadã Pessoense
Em 17 de dezembro de 2019, recebeu o Título de Cidadã Pessoense, em sessão solene ocorrida na Câmara Municipal de João Pessoa (CMJP). A propositura foi do vereador Tibério Limeira (PSB).Em João Pessoa professora Fátima atuou como coordenadora do Programa de Agentes Comunitários de Saúde (PACS), projeto piloto fundamental para criar a atenção básica no Brasil. Em Brasília, coordenou em 1993 a Gerência Nacional do PACs, a convite do Ministério da Saúde (1994-2001), sendo assessora, à época, na implantação do Programa de Saúde da Família (PSF) no Brasil.

#### 2019
Menção Honrosa VIII Congresso Ibero-Americano em Investigação Qualitativa, ESEL - Escola Superior de Enfermagem de Lisboa - Portugal. 
Professora homenageada da 77ª turma de Enfermagem da UnB.

#### Medalha do Mérito Oswaldo Cruz
Foi criado pelo Decreto nº 66.988, de 31 de julho de 1970, pelo presidente da república, no uso de suas atribuições, conferidas pelo artigo 81 item III da Constituição Federal de 1988.  Quem tem como objetivo conferir prêmio a pessoas nacionais e internacionais que, atuem no campo das atividades científicas, educacionais, culturais e administrativas relacionadas com a higiene e a saúde pública em geral,  e tenham contribuído, direta ou indiretamente, para o bem-estar físico e mental da coletividade brasileira.
Ricardo Barros, O ministro da Saúde,  prestou homenagem, no dia 27 de fevereiro de 2018, a profissionais e instituições de destaque em diferentes áreas por relevantes contribuições à saúde pública, com a outorga da Medalha de Mérito Oswaldo Cruz. Entre os homenageados está a Professora Maria Fátima de Sousa que foi gerente nacional do Programa de Agentes Comunitários de Saúde (PACS) e assessora no Programa Saúde da Família (PSF), junto ao Ministério da Saúde (1994-2001).

### Homenagem pelos 10 anos do Programa Ambientes Verdes e Saudáveis
Em 2016 Fátima de Sousa recebeu uma homenagem da Prefeitura de São Paulo pelos 10 anos do Programa Ambientes Verdes e Saudáveis do Município de São Paulo. Ela foi membro da equipe executiva do projeto do PAVS.

#### 2015
Prêmio UnB de Dissertação e Tese 2015, Universidade de Brasília.

### Doutor Honoris Causa
Honoris causa é uma expressão em latim e usada como um título honorífico, que significa literalmente “por causa de honra”. Normalmente, honoris causa é utilizada quando uma universidade de prestígio deseja conceder um título de honra para uma personalidade de grande destaque ou importância por seu trabalho. Em 2014, Fátima Sousa recebeu o título de Doutora Honoris Causa, pela Universidade Federal da Paraíba.
"recebi o título de Doutora honoris causa pela UFPB, por minha militância no movimento estudantil e atividades desenvolvidas em todo o Brasil, em favor dos movimentos sociais e pela redemocratização do país."

### Prêmio Dom Helder Câmara
Em 2013 recebeu do Conselho Nacional de Secretarias Municipais de Saúde (CONASEMS), a medalha Dom Helder Câmara, ao lado da Agente Comunitária de Saúde (ACS), Teresa Ramos.

#### 2012
Pesquisador Parceiro da Imprensa - Edição 2012, Universidade de Brasília - UnB. 

### Prêmio Sérgio Arouca de Excelência de Saúde Pública
Em 2010, Fátima de Sousa recebeu o prêmio Sérgio Arouca de Excelência em Saúde na categoria Atenção Universal à Saúde. A solenidade de entrega do prêmio ocorreu em Washington, nos Estados Unidos, durante a 50ª Reunião do Conselho Diretor da PAHO, com a participação de Ministros da Saúde e autoridades sanitários do continente americano.

#### 2010
Pesquisador Parceiro da Imprensa - Edição 2010, Universidade de Brasília - UnB.   

#### 2009
Mulher Destaque 2009, Secretaria de Estado de Saúde do Distrito Federal.

## Publicações

### Livros
- 2021 -  Curso EaD Educação, Informação e Comunicação para o controle do vetor - Arbocontrol nas Escolas.
- 2020 -  Formação em Estratégias de Empoderamento de Adolescentes e Jovens em Situação de Vulnerabilidade Social - JAVU
- 2018 - Nutrição na Estratégia Saúde da Família: Um estudo realizado no Brasil
- 2015 - Saúde, cultura e sociedade: reflexões sobre informação, educação e comunicação para promoção da saúde
- 2014 - Saúde da Família nos municípios brasileiros: os reflexos dos 20 anos no espelho do futuro
- 2013 - A saúde na cidade de João Pessoa: traços de uma história
- 2011 - Mulheres na Saúde: vozes coletivas , imagens singulares - 20 anos do PACS no Brasil
- 2011 - A Saúde em Construção: das imagens às palavras - encontro entre gerações
- 2008 - Comunicação da informação em saúde: aspectos de qualidade
- 2008 - Livro-Resumo IV Fórum Nacional de Educação e Promoção da Saúde - II Seminário Nacional de Educação Popular e Saúde
- 2008 - Family health strategy in Brazil: 15 years building health care networks
- 2007 - Programa Saúde da Família no Brasil - Análise da desigualdade no acesso à Atenção Básica
- 2005 - Os olhares baianos sobre o PSF
- 2004 - O PSF em Juazeiro: seus andares
- 2004 - Dez anos do PSF em Camaragibe: eis as nossas riquezas
- 2004 - Dez anos de PSF em Campina Grande: o sentir e o fazer - suas vozes
- 2003 - Tempos Radicais da Saúde em São Paulo
- 2002 - Os Sinais Vermelhos do PSF
- 2001 - A Cor-Agem do PSF
- 2001 - Agente Comunitário de Saúde: Choque de Povo